# 有機態窒素
有機態窒素（ゆうきたいちっそ）とは、有機成分に含まれる窒素のこと。タンパク質やアミノ酸などが代表的。
肥料学の観点から、窒素成分を有機態窒素、アンモニア態窒素、硝酸態窒素と呼び分ける。
土の中では、微生物の働きにより有機態窒素からアンモニア態窒素に分解され、硝化菌がアンモニアを酸化することにより硝酸態窒素となるという過程を踏む。
好硝酸性植物は硝酸態窒素を好んで吸収し、好アンモニア性植物はアンモニアをより好んで吸収する。好硝酸性植物にアンモニア態窒素を過剰に施用すると、アンモニア過剰障害が発生する恐れがある。